# Gustav Freij
Gustav Freij   (Malmö, 17 de març de 1922 - Malmö, 4 d'agost de 1973) va ser un lluitador suec, especialista en lluita grecoromana, que va competir durant les dècades de 1940 i 1950.
El 1948 va prendre part en els Jocs Olímpics de Londres, on guanyà la medalla d'or en la competició del pes lleuger del programa de lluita grecoromana. Quatre anys més tard, als Jocs de Hèlsinki, guanyà la medalla de plata en la mateixa competició. Una lesió impedí la seva participació als Jocs Olímpics de 1956. El 1960, a Roma, disputà els seus tercers i darrers Jocs. En ells hi guanyà la medalla de bronze en la prova del pes lleuger del programa de lluita grecoromana.
En el seu palmarès també destaquen una medalla d'or, una de plata i una de bronze al Campionat del món de lluita.